# Juliusz Kandziora
Juliusz Kandziora (ur. 1 lipca 1898 w Żędowicach, zm. 14 października 1970) – powstaniec śląski, kompozytor, dyrygent i organista.

## Życiorys
Urodził się w Żędowicach jako syn Piotra i Konstantyny (z domu Swoboda). W 1919 r. przeprowadził się do Świętochłowic. W wieku 15 lat rozpoczął naukę w Konserwatorium Muzyczny Tomasza Cieplika w Bytomiu. W latach 1926–1930 kształcił się w Instytucie Muzycznym w Katowicach, głównie pod kierunkiem Stefana Mariana Stoińskiego. Już jako 15-latek zaczął prowadzić chór w rodzinnej miejscowości. Zachęcił go do tego proboszcz miejscowej parafii ks. Józef Wajda. W 1919 r. objął kierownictwo artystyczne Chóru Mieszanego „Słowiczek” w Wirku. Prowadził go z małymi przerwami do 30 października 1960 r.
Juliusz Kandziora walczył we wszystkich powstaniach śląskich oraz był zaangażowany w akcję plebiscytową. W trakcie II Wojny Światowej wraz z bratem żony został wywieziony do obozu pracy koło Brandenburga. Następnie trafił do pomocy w kuchni i miał możliwość grania na organach w miejscowym kościele.
Po likwidacji obozu Juliusz wyjechał do Opola, gdzie prowadził chór i został organistą w kościele Św. Piotra i Pawła. Juliusz Kandziora wziął ślub 5 października 1925 r. z Bronisławą z domu Walecką. Z tego małżeństwa na świat przyszło troje dzieci: Stefan, Marian i Joanna.
Juliusz Kandziora był instruktorem śpiewaczym w Zarządzie Głównym Związku Zawodowego Hutników, tu też założył Filharmonię Robotniczą Hutników, którą kierował przez pierwsze trzy lata jej istnienia. Talent muzyczny Kandziory znalazł także upust w opracowaniach pieśni ludowych oraz własnych kompozycjach. Własne utwory to ponad 100 pieśni przygotowanych na chór mieszany, a także męski a capella, jak też z towarzyszeniem orkiestry symfonicznej. Z tą samą fakturą Kandziora opracował ponad 30 śląskich pieśni ludowych.
Kandziora pisał utwory popularne, cechuje je naturalna, potoczna melodyjność, tzw. smak harmoniczny, intuicja. Wynikało to z dużego doświadczenia w prowadzenia głosów w chórze. Wiele utworów ma charakter unikatowy, gdyż Kandziora zapisywał je bezpośrednio od wykonawców ludowych. Wśród tych ocalonych pieśni są m.in. samorodne utwory górnicze, hutnicze. Chór „Słowiczek” pod dyrekcją Juliusza Kandziory w 1925 r. na ogólnośląskim konkursie zajął czwarte miejsce, w 1926 r. pierwsze miejsce na Zjeździe Okręgowym w Bielszowicach, a w 1930 r. – drugą lokatę (startowało 220 zespołów). W zawodach śpiewaczych swego okręgu oraz w zawodach okręgu rudzkiego chór Kandziory 14 razy był pierwszy, 3 razy drugi i raz trzeci. „Słowiczek” jako pierwszy na Śląsku zaczął popularyzować muzykę oratoryjną.
W roku 1933, jako pierwszy chór w Polsce, wykonał trzykrotnie oratorium Feliksa Nowowiejskiego „Quo vadis” - w Nowej Wsi, Świętochłowicach i Katowicach. Słowiczkowe „Quo vadis” było prawykonaniem tego utworu w Polsce, gdyż do tej pory prezentowano je tylko poza granicami kraju. W roku 1934 zespół ten wykonał trzykrotnie „Stabat Mater” oraz „Te Deum” na koncertach w Wirku, Chorzowie i Świętochłowicach.
Juliusz Kandziora prowadził też inne chóry, jak np. „Damrot” w Katowicach, „Słowiczek” w Chorzowie Batorym, Chór Huty Kościuszko w Chorzowie, „Chopin” w Wirku, Chór Męski Huty Pokój w Nowym Bytomiu, Chór Huty Zgoda i Chór Huty Florian w Świętochłowicach, czy „Lutnia” w Opolu.
Juliusz Kandziora był też wieloletnim organistą w Parafii Św. Apostołów Piotra i Pawła w Świętochłowicach, prowadził tu także chór. Za działalność muzyczną Juliusz Kandziora odznaczony został srebrnym i złotym Krzyżem Zasługi. Zmarł 14 października 1970 roku.